# Ermenegildo Zegna
Ermenegildo Zegna (ofte forkortet og omtalt som Zegna) er et italiensk luksus modehus, der fremstiller og sælger herretøj og accessories. Firmaet blev grundlagt i 1910, da Ermenegildo købte sin fars tekstilvæve, og det drives i dag af fjerde generation af Zegna-familien, og er en familieejet virksomhed. Udover at producere jakkesæt i sit eget mærke, så fremstillet virksomheden også jakkesæt for Gucci, Yves Saint Laurent, Dunhill og Tom Ford. Som en af de største producenter af tekstil på verdensplan (omkring 2,3 mio. meter om året), har Zegna aktivt promoveret forbedringer i uldproduktion over hele verden. Zegna er verdens største herretøjsmærke målt påsomsætning, og havde i 2013 en omsætning på €1,3 mia. Alessandro Sartori er kreativ direktør for alle afdelinger af mærket.